# 1923 (TV-serie)
1923 är en amerikansk westernserie från 2022. Serien som är skapad av Taylor Sheridan och vars första säsong består av åtta avsnitt hade premiär i USA den 18 december 2022 på Paramount+. Svensk premiär ägde rum på strömningstjänsten Sky Showtime den 16 januari 2023. Serien är tänkt att bestå av två säsonger där även säsong 2 består av åtta avsnitt.

## Handling
1923 är en föregångare till serien Yellowstone och utspelar sig tidsmässigt cirka 100 år före originalserien, och följer en tidigare generation av familjen Dutton, bosatta i Montana, och deras utmaningar under förbudstiden och den stora depressionen.

## Rollista (i urval)
- Harrison Ford – Jacob Dutton
- Helen Mirren – Cara Dutton
- Brandon Sklenar – Spencer Dutton
- Darren Mann – Jack Dutton
- Julia Schlaepfer – Alexandra
- James Badge Dale – John Dutton Sr
- Marley Shelton – Emma Dutton
- Brian Geraghty – Zane Davis
- Robert Patrick – Sheriffen McDowell
- Jerome Flynn – Banner Creighton
- Jennifer Ehle – Syster Mary
- Timothy Dalton – Donald Whitfield